# Campionati europei di hockey su pista 2012
I Campionati Europei 2012 sono stati la 50ª edizione dei campionati europei di hockey su pista; la manifestazione venne disputata in Portogallo a Paredes dal 9 al 15 settembre 2012.

La competizione fu organizzata dalla Comité Européen de Rink-Hockey.

Il torneo fu vinto dalla nazionale spagnola per la 16ª volta nella sua storia.

## Città ospitanti e impianti sportivi
| CITTÀ   | IMPIANTO                           | CAPIENZA |
| Paredes | Pavilhão Municipal Rota dos Móveis | ?        |

## Svolgimento del torneo

### Risultati
| Arbitri: | Alessandro Da Prato Pascal Hanras |

|                                         |           |  |
| Adroher 3 Pedro Gil 2 Gual 1 Bancells 1 | Marcatori |  |

| Arbitri: | Rego LaMela Mark Lewis |

|  |           |                                                              |
|  | Marcatori | 3 Nicoletti 2 Ambrosio 1 Festa 1 Illuzzi 1 Motaran 1 Nicolás |

| Arbitri: | Josep Ribó Lars Niestroy |

|                             |           |               |
| Suíssas 1 Ventura 1 Silva 1 | Marcatori | 1 von Däniken |

| Arbitri: | Josep Ribó Pascal Hanras |

|                                   |           |            |
| Milewski 2 Nusch 2 Hack 1 Hages 1 | Marcatori | 1 W. Smith |

| Arbitri: | Rego LaMela Mark Lewis |

|             |           |  |
| Pedro Gil 2 | Marcatori |  |

| Arbitri: | Lars Niestroy Alessandro Da Prato |

|                  |           |                                                                         |
| Garcia 2 Weber 1 | Marcatori | 2 Barreiros 1 Neves 1 Diogo Rafael 1 Ventura 1 Hélder Nunes 1 Rodrigues |

| Arbitri: | Lars Niestroy Alessandro Da Prato |

|                    |           |                                     |
| Münger 1 Jimenez 1 | Marcatori | 1 Weber 1 K. Guilbert 1 N. Guilbert |

| Arbitri: | Rego Lamela Pascal Hanras |

|          |           |                                                                     |
| Conroy 1 | Marcatori | 8 Pérez 5 Pedro Gil 2 Gual 2 Bancells 2 Adroher 1 Torner 1 Bargalló |

| Arbitri: | Josep Ribò Mark Lewis |

|                               |           |  |
| Ventura 1 Barreiros 1 Silva 1 | Marcatori |  |

| Arbitri: | Alessandro Da Prato Lars Niestroy |

|                                                                   |           |  |
| Kissling 4 von Däniken 3 Jimenez 2 Münger 2 von Allmen 1 Vanina 1 | Marcatori |  |

| Arbitri: | Josep Ribò Pascal Hanras |

|                                                   |           |                |
| Motaran 2 De Oro 1 De Palma 1 Festa 1 Nicoletti 1 | Marcatori | 1 Hack 1 Hages |

| Arbitri: | Rego LaMela Mark Lewis |

|                                  |           |          |
| Pedro Gil 2 Bargalló 1 Adroher 1 | Marcatori | 1 Garcia |

| Arbitri: | Rego LaMela Pascal Hanras |

|  |           |                         |
|  | Marcatori | 1 Jimenez 1 von Däniken |

| Arbitri: | Lars Niestroy Josep Ribò |

|                               |           |                                |
| Le Polodec 2 Weber 1 Garcia 1 | Marcatori | 3 Nicolás 2 Ambrosio 1 Motaran |

| Arbitri: | Alessandro Da Prato Mark Lewis |

|           |           |                                                                            |
| Stewart 1 | Marcatori | 9 Rodrigues 6 Suíssas 3 Silva 2 Diogo Rafael 1 Neves 1 Ventura 1 Barreiros |

| Arbitri: | Alessandro Da Prato Lars Niestroy |

|                                              |           |            |
| Le Polodec 3 David 2 Le Menn 1 K. Guilbert 1 | Marcatori | 1 Pinheiro |

| Arbitri: | Rego LaMela José Pinto |

|  |           |                                                           |
|  | Marcatori | 1 Pérez 1 Torner 1 Bargalló 1 Adroher 1 Lamas 1 Pedro Gil |

| Arbitri: | Josep Ribó Pascal Hanras |

|                                                                                   |           |            |
| Hélder Nunes 2 Rodrigues 2 Suíssas 1 Diogo Rafael 1 Ventura 1 Barreiros 1 Silva 1 | Marcatori | 1 Karschau |

| Arbitri: | José Pinto Josep Ribó |

|                |           |                                              |
| Hack 2 Nusch 1 | Marcatori | 1 Le Polodec 1 Garcia 1 N. Guilbert 1 Nedder |

| Arbitri: | Rego LaMela Joaquim Pinto |

|            |           |                            |
| Kissling 1 | Marcatori | 2 Festa 1 De Oro 1 Nicolás |

| Arbitri: | Alessandro Da Prato Lars Niestroy |

|                        |           |                   |
| Bargalló 3 Pedro Gil 2 | Marcatori | 3 Ventura 1 Neves |

### Classifica
|    | Squadra     | PT | G | V | N | P | GF | GS | Diff. |
| -- | ----------- | -- | - | - | - | - | -- | -- | ----- |
| 1. | Spagna      | 18 | 6 | 6 | 0 | 0 | 45 | 6  | +39   |
| 2. | Portogallo  | 15 | 6 | 5 | 0 | 1 | 49 | 11 | +38   |
| 3. | Italia      | 12 | 6 | 4 | 0 | 2 | 25 | 12 | +13   |
| 4. | Francia     | 9  | 6 | 3 | 0 | 3 | 22 | 23 | -1    |
| 5. | Svizzera    | 6  | 6 | 2 | 0 | 4 | 19 | 16 | +3    |
| 6. | Germania    | 3  | 6 | 1 | 0 | 5 | 12 | 29 | -17   |
| 7. | Inghilterra | 0  | 6 | 0 | 0 | 6 | 4  | 79 | -75   |

## Campioni
| Campione d'Europa 2012 |
| ---------------------- |
| Spagna 16º titolo      |